# نیروگاه هسته‌ای بروس
نیروگاه هسته‌ای بروس (به انگلیسی: Bruce Nuclear Generating Station) (کانادا، واقع در ساحل شرقی دریاچه هورون، انتاریو در شهر براوس، تأسیس ۱۹۷۷)، یکی از نیروگاه‌های کشور کانادا و دومین نیروگاه بزرگ هسته‌ای جهان با ظرفیت تولید ۶۲۷۲ مگاوات شامل ۸ رآکتور هسته‌ای مدل کاندو در زمینی به مساحت ۹۳۲ هکتار است. این نیروگاه بین سال‌های ۱۹۷۰ و ۱۹۸۷ ساخته شد.
نیروگاه بروس، شامل ۲ رآکتور ۷۷۲ مگاواتی، ۲ رآکتور ۷۳۰ مگاواتی و ۴ رآکتور ۸۱۷ مگاواتی است.
نیروگاه بروس بزرگترین نیروگاه هسته‌ای در جهان است (نیروگاه هسته‌ای کاشیوازاکی کاریوا در ژاپن بزرگتر است اما به دلیل زلزله فقط با ۴۸ درصد از ظرفیت خود کار می‌کند).
پست برق نیروگاه دارای سه خط انتقال دو مداره ۵۰۰ کیلوولت برای تغذیه مراکز عمدهٔ بار در جنوب انتاریو و سه خط انتقال دو مداره ۲۳۰ کیلوولت است.

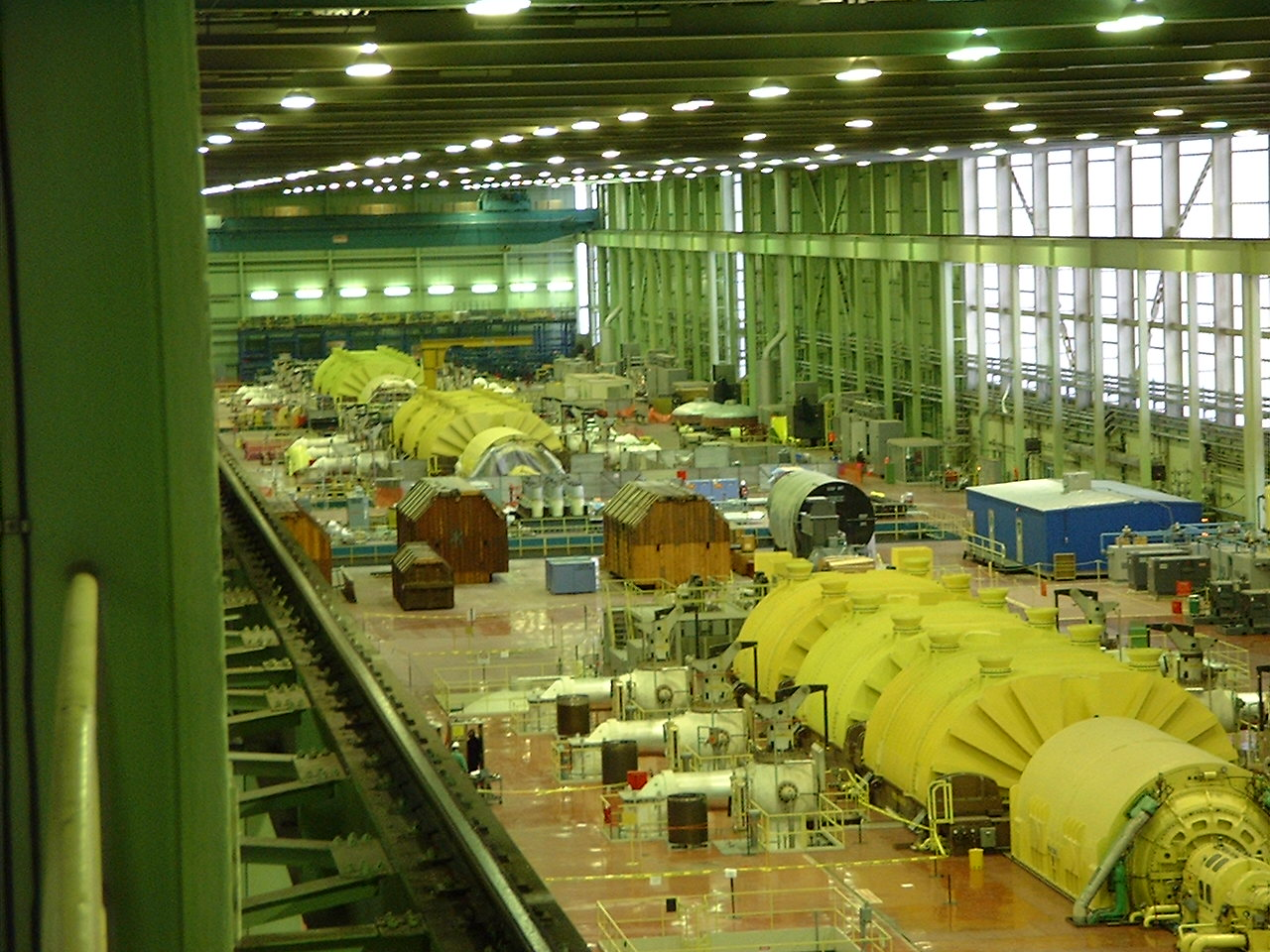
سالن توربین

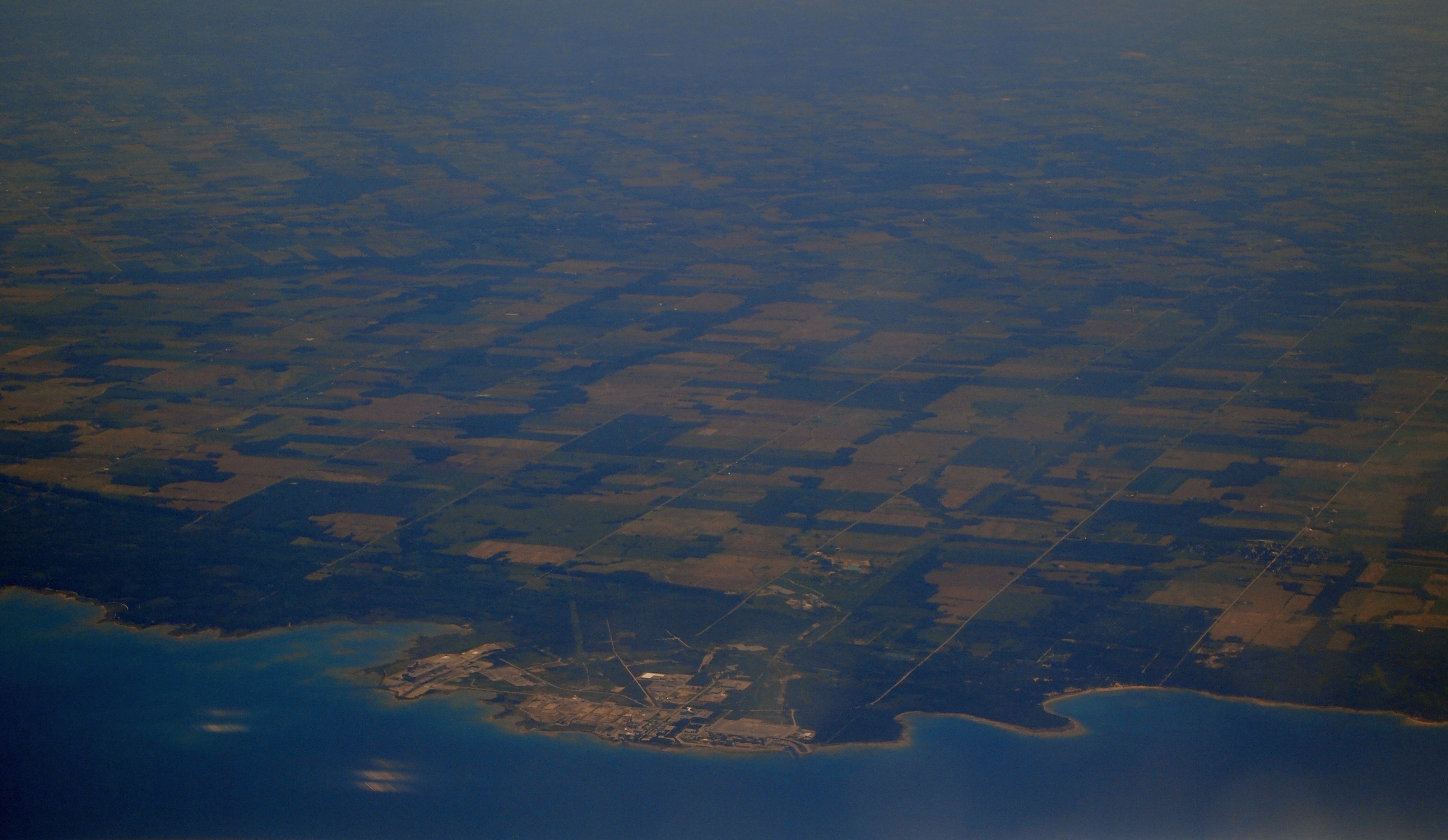
نیروگاه هسته‌ای بروس از نمای بالا